# محمد البعقوبي
الشريف أبي عبد الله محمد بن علي بن عرفة البعقوبي الشافعي الأشعري، الشهير ب(الشريف البعقوبي) وهو من أعلام التصوف العراقي وأعلام مدينة بعقوبة في العصر العباسي الثاني ومن جملة مشايخ الشيخ عبد القادر الجيلاني القطب الصوفي.

## عقيدته
كان شافعيا أشعريا، من جملة مشايخ شيخ الإسلام عبد القادر الجيلاني، مشهود له بالعلم والمعرفة.

## سيرته
وكان الشيخ عبد القادر على صلة وثيقة به وبصاحبه الإمام أبو إدريس البعقوبي، وفي خلال 
سفرة الشيخ عبد القادر الجيلاني، من بغداد إلى بعقوبة، نزل عند قريبه محمد البعقوبي وكانت بينهم محاورات، ودروس كان لها أثر عميق في شخص الشيخ عبد القادر الجيلاني حيث تعلم منها دروسا بليغة، في الاعتماد على النفس، وطلب العلم وتقبله للنصائح وامتثاله للطاعة عند صدور الأمر الصالح، وكان محمد البعقوبي قد اتخذ من بعقوبة، موطنا له إلى أن وافاه الأجل وهو يعد بحق من أهم أعلام 
بعقوبة في العصر العباسي الأخير، على حد قول الدكتور صادق جعفر، في رسالته للماجستير من جامعة القاهرة (عبد القادر الجيلاني) 1975، ومن المؤكد كان له دور في إعداد جيل صلاح الدين الايوبي الذي حرر القدس الشريف من الصليبيين، من خلال الإعداد الفكري، وذلك مفصل في كتاب هكذا ظهر جيل صلاح الدين وهكذا عادت القدس للدكتور ماجد عرسان الكيلاني.
لمحمد البعقوبي عدة مؤلفات ضاعت عند احتلال المغول لبغداد سنة 656 هج، ولقد ذكره العلامة المؤرخ مصطفى جواد في كتابه اصول التاريخ والأدب المخطوط وغيره عند حديثة عن الشيخ عبد القادر الكيلاني، مؤكدا ان محمد البعقوبي، من اجداد ملوك المغرب الفيلاليين، وهذا ما اكده العلامة جلال الحنفي في أكثر من مجلس.
أخباره 
كان عظيم القدر كبير الشأن وإليه ينتمي أعيان مشايخ العراق وهو أول من أسس المشيخة بالعراق بعد انقراض مشايخ الرسالة وهو القائل من زار قبري أربعين أربعاء أوتي في آخرها براءة من النار، وقال أخذت من ربي عز وجل عهداً أن النار لا تحرق جسداً دخل حرمي هـذا، ويقال أنه ما دخل حرمه يعني تربته سمك ولا لحم إلا ولم ينضج بالنار لا طبخاً ولا شياً، وتخرج بصحبته غير واحد من الأكابر مثل الشيخ محمد الشنبكي وغيره وانتمى إليه أكثر أعيان مشايخ العراق، وقال بإرادته جم غفير من ذوي الأحوال الفاخرة وتلمذ له خلق لا يحصون من أرباب المقامات الرفيعة وانعقد عليه الإجماع من المشايخ والعلماء بالتجبيل والتعظيم والرجوع إلى قوله والمصير إلى حكمه وقصد بالزيارات من النذورات من كل قطر، وروى بالأمالي من كل جهة، واهرع إليه السلوك من كل فج عميق وكان جميل الصفات شريف الأخلاق كامل الأدب كثير التواضع شديد الاقتفاء لأحكام الشرع مكرماً لأهل السنة والدين وله كلام عال في علوم المعارف، وكان في أول حاله يقطع الطريق ببعقوبة ومعه رفقاء وهو مقدمهم فسمع ليلة امرأة تقول لزوجها انزل هـهنا لئلا يأخذنا محمد وأصحابه، فاتعظ وبكى وقال الناس يخافونني وأنا لا أخاف الله وتاب في وقته وتاب معه أصحابه وانقطع مكانه متوجهاً إلى الله على قدم الصدق والإخلاص في إرادته ولم يكن يومئذ بالعراق شيخ مشهور فرأى في منامه رسول الله ﷺ و أبا بكر الصديق فقال: يا رسول الله ألبسني خرقة فقال يا محمد أنا نبيك وهذا شيخك وأشار إلى الصديق ثم قال ألبس سميك محمد فألبسه الصديق ثوباً وطاقية ومر بيده على رأسه ومسح على ناصيته وقال: بارك الله فيك وقال له رسول الله ﷺ يا أبا بكر: تحيى سنن أهل الطريق من أمتي بالعراق بعد موتها ويقوم منا أرباب الحقائق من أحباب الله بعد درسها وفيك تكون المشيخة بالعراق إلى يوم القيامة وقد هـبت نسمات الله بظهورك ثم استيقظ فوجد الثوب والطاقية عليه، وكان نودي في العراق أن محمد وصل إلى الله عز وجل. 
قال الشيخ أبو محمد الشنبكي المتقدم ذكره كنت أتيته وهو في بعقوبة وحده والأسد محدقة به يتمرغ بعضها على قدميه. 
وقال الشيخ عزاز بن مستودع البطائحي: محمد أول المشايخ بالعراق بعد مضي السلف وكانت الأنوار تخترق البطائح من كثرة ما يطرقها رجال الغيب وكان مجاب الدعوة ظاهر التصريف. وقال الشيخ أحمد بن أبي الحسن علي الرافعي أتت امرأة إلى محمد وقالت له: أن ابني غرق في الشط وليس لي سواه وأنا أقسم بالله عز وجل قدرك على رده على فان لم تفعل شكوتك إلى الله وإلى رسوله ﷺ أقول يا رب أتيته ملهوفة وكان قادراً على رد لهفي فلم يفعل فأطرق ثم قال أريني أين غرق أبنك فأتت به إلى الشط فإذا ابنها قد طفى على وجه الماء ميتاً فسبح الشيخ في الماء حتى وصل إليه وحمله على عاتقه وأخرجه واعطاه إلى أمه وقال خذيه فقد وجدته حياً فانصرفت وهو يمشي معها ويده في يدها كأن لم يكن به شيء قط، وزلزلت واسط مرة فنزلت إلى البهموت بعد أن اخترق الأرضين السبع وقال له: اسكن يا عبد الله فقال: أمرت أن اطيعك وحدك فسكن وكان حياً في القرن السادس الهجري.

## شيوخه وتلاميذه
كان محمد البعقوبي شغوفاً بالعلم، جاداً في تحصيله، مقبلاً عليه بهمة تنطح النجوم وتقل الجبال، ولقد ساعدته عزيمته النافذة، وشكيمته التي تستصغر عظائم الأمور، في ترويض الصعاب، وتخطي رقاب الموانع، الأمر الذي يسّر له أن يتقن في اليوم ما يتقنه أقرانه في أسبوع، تجده دائماّ يضطرب في مجالس العلم، متنقلاً من مجلس إلي آخر، تدفعه نفسه التواقة إلي الاستزادة والتعمق، فمثل هذه النفس التي عظم قدرها، وارتفعت منزلتها في العيون، لا تركن إلي القليل والسطحي منه، انكب محمد على العلم حتى أتقن جميع العلوم التي كانت سائدة في عصره، و«كان من جملة الذين أخذ عنهم الحديث أبوغالب الباقلاني، وجعفر السراج، وأبوبكر بن سوسن، وبن بيان، وأبوطالب بن يوسف، ومن الذين أخذ عنهم الفقه القاضي أبوسعيد المخزامي، وأبوالخطاب الكلوذاني، وبن عقيل، ومن الذين أخذ عنهم الأدب زكريا التبريزي». كما نجده قد أخذ«علم التصوف عن الشيخ حماد بن مسلم الدباس، ثم حبب إليه المجاهدات والرياضيات، وكان هذا الشيخ قدوة لمشايخ بغداد، منهم الشيخ عبد القادر الذي كان في صحراء العراق ملازماً الخلوة والمجاهدة، متحملاً المشاق في مخالفة النفس، ومحاربة الهوى، وملازمة السهر والجوع، والمقام في الأماكن المنعزلة، مقبلاً على الاشتغال بالعبادة وتلاوة الأذكار». ونجد أن البعقوبي قد جمع بين الدراسة العلمية والرياضة الروحية، وقد استمرت فترة الدراسة والتحصيل «عنده من يقارب الثلاث وثلاثون عاماً، لا نلم بالكثير من تفاصيلها لأنه أمضى قسماً كبيراً منها بعيداً عن الناس وعن الدراسة والتحصيل في بغداد وبعقوبة. ولعل الشيء الذي ينبغي عليّ ذكره أن البعقوبي تغمده الله برحمته وشمله بعفوه انصب أكثر اهتمامه على دراسة المذهب الحنبلي ثم درس معه المذهب الشافعي والحنفي والمالكي أيضاً. ودام هذا الدرس والتحصيل اربعون سنة ولكنه لم يكن متصلاً، بل متقطعاً على حسب الظروف والأحوال». 
أما تلاميذه الذين نهلوا العلم على يديه فهم من ذوي الشهرة والنباهة، «وممن حدث عنه: عبد القادر الجيلاني والسمعاني، وعمر بن علي القرشي، والحافظ عبد الغني، والشيخ موفق الدين ابن قدامة، وولداه عبد الرزاق وموسى، والشيخ علي بن إدريس، وأحمد بن مطيع الباجسرائي، وأبوهريرة محمد بن ليث الوسطاني، وأكمل بن مسعود الهاشمي، وأبوطالب عبد اللطيف بن محمد القبيطي، وروى عنه بالإجازة الرشيد أحمد بن سلمة وصحبه الشيخ السهروردي، ويذكر السمعاني أنه قرأ عليه كتاب أخبار مكة للأزرقي، وبعض جزء من كتاب الجامع الصحيح لأبي حفص البيجري».

## وفاته
ومن المرجح أن تكون وفاته سنة 655 هجري ولقد ذكرته بعض المصادر منها بهجة الأسرار ومعدن الأنوار في مناقب الشيخ عبد القادر الجيلاني وما زال مرقده ظاهرا للعيان وبجواره مقبرة لعامة المسلمين في مدينة بعقوبة العراقية وهي مركز محافظة ديالى.